# 市民廣場 (臺北市)
市民廣場是台灣台北市信義計畫區的公眾廣場，位於信義區仁愛路四段與市府路口，毗鄰台北市市政大樓。1995年由台北市政府工務局開闢，台北市政府也固定於每年12月31日在此大型戶外場地舉辦跨年晚會，其他不少單位常選擇於此舉辦各類群眾活動，是一個著名的戶外休閒場所。市民廣場具公園及道路等多功能，機關團體使用是免費的，但必須預先申請附企劃案文件，公益及文化活動優先使用。

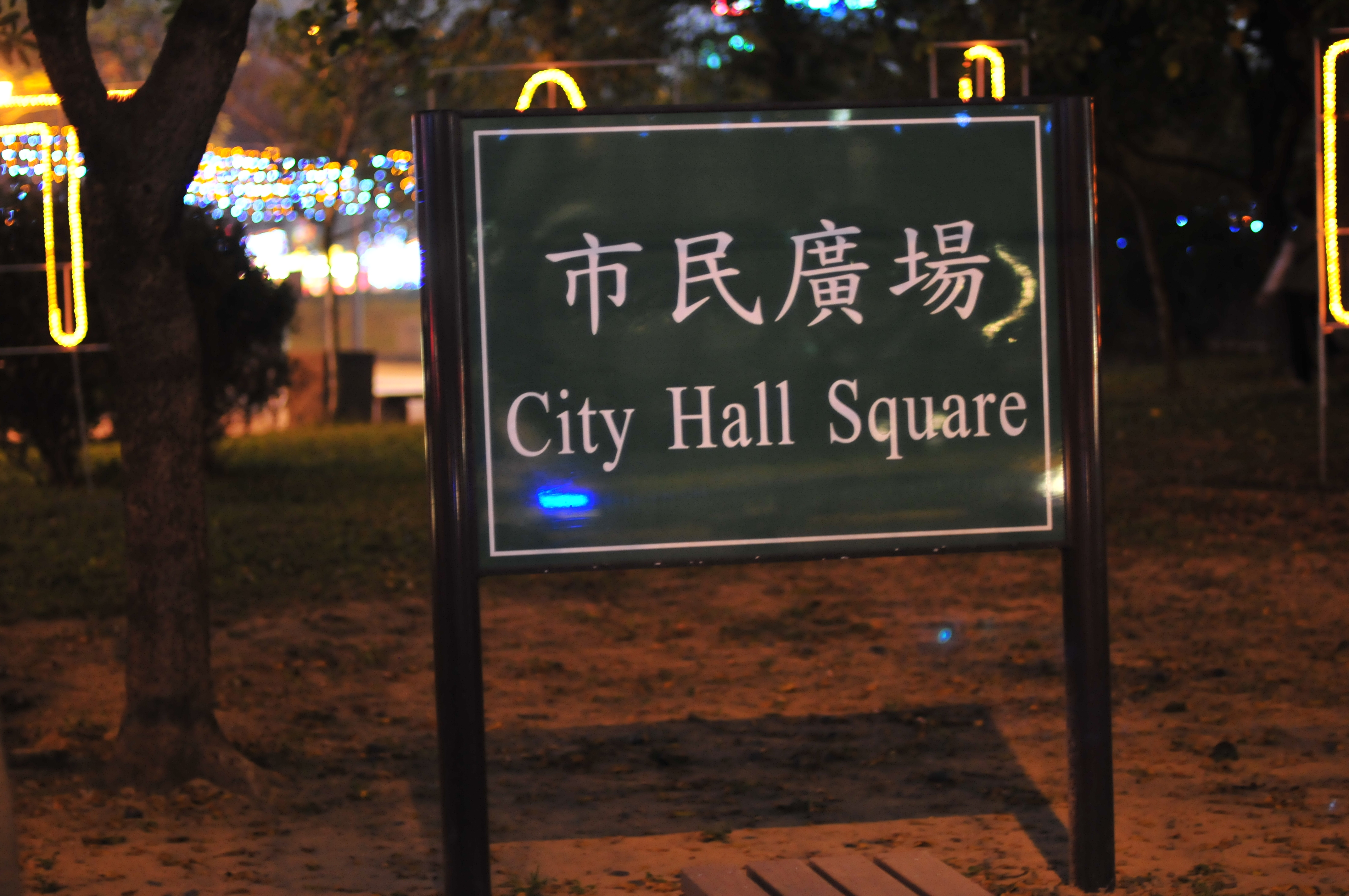
市民廣場標示牌